# 테르니
테르니(이탈리아어: Terni)는 이탈리아 움브리아주 테르니도에 위치한 코무네다. 테르니도의 도청 소재지이고, 네라강 평야에 위치해 있다. 로마로부터 북동쪽 104km 거리에 있다.
선사 시대 때부터 사람이 거주하던 곳이며, 로마 제국 시절에는 도시가 건설되었다. 15세기에는 교황령에 속했다. 그 후 부근에서 생산되는 철을 이용하여 제철업이 발달하기 시작했고, 19세기 후반, 이탈리아 최초의 근대적인 철강공장이 들어서면서 이탈리아의 제철공업 중심지가 되었다. 제2차 세계대전 때 크게 파괴되었으나, 이후 복구되어 다시 중부 이탈리아의 중요한 공업도시가 되었다. 이러한 이유로 "강철의 도시", "이탈리아의 맨체스터"라는 별명이 붙었다.
선사 시대의 유물이 남아 있으며, 만 명을 수용할 수 있는 원형 경기장, 인공폭포인 마르모레 폭포 등의 로마 제국 시절의 유적도 있다. 마르모레 폭포는 현재 높이 165m로 세계에서 가장 높은 인공폭포로 개조되었고, 수력발전에도 이용되고 있다.
테르니는 이곳의 수호성인인 발렌티누스 때문에 "연인들의 도시"로 알려져있다. 발렌티누스는 이곳에서 태어나고 주교가 되었으며 그의 업적을 기려 지어진 바실리카 제단이 보존되어 있다.

## 경제
이 도시는 중요한 산업 허브 세 개를 지녔는데, 하나는 AST(티센크루프 그룹 계열사의 일부)라고 불리는 스테인리스강이며 테르니 동부 지역에 있는 넓은 부분에 위치해있다. 두 번째는 서부 지역에는 위치한 "아레아 폴리머(area Polymer)"라고 알려진 네 개의 다른 다국적 화학 기업들이다. 세 번째 산업 허브는 그린 에너지 기술들을 개발하고 이탈리아에서 그린 파워 발전소들을 건설하는 "테르니 리서치(TERNI Research)"이다.

## 기후
| Terni (1961-1990)의 기후 | Terni (1961-1990)의 기후 | Terni (1961-1990)의 기후 | Terni (1961-1990)의 기후 | Terni (1961-1990)의 기후 | Terni (1961-1990)의 기후 | Terni (1961-1990)의 기후 | Terni (1961-1990)의 기후 | Terni (1961-1990)의 기후 | Terni (1961-1990)의 기후 | Terni (1961-1990)의 기후 | Terni (1961-1990)의 기후 | Terni (1961-1990)의 기후 | Terni (1961-1990)의 기후 |
| 월                       | 1월                      | 2월                      | 3월                      | 4월                      | 5월                      | 6월                      | 7월                      | 8월                      | 9월                      | 10월                     | 11월                     | 12월                     | 연간                     |
| ------------------------ | ------------------------ | ------------------------ | ------------------------ | ------------------------ | ------------------------ | ------------------------ | ------------------------ | ------------------------ | ------------------------ | ------------------------ | ------------------------ | ------------------------ | ------------------------ |
| 일평균 최고 기온 °C (°F) | 10.2 (50.4)              | 12.6 (54.7)              | 16.1 (61.0)              | 19.7 (67.5)              | 24.6 (76.3)              | 28.9 (84.0)              | 32.7 (90.9)              | 32.2 (90.0)              | 27.9 (82.2)              | 21.8 (71.2)              | 15.3 (59.5)              | 10.8 (51.4)              | 21.1 (69.9)              |
| 일평균 최저 기온 °C (°F) | 2.4 (36.3)               | 3.5 (38.3)               | 5.6 (42.1)               | 8.1 (46.6)               | 11.9 (53.4)              | 15.7 (60.3)              | 18.3 (64.9)              | 18.3 (64.9)              | 15.5 (59.9)              | 10.8 (51.4)              | 6.6 (43.9)               | 3.5 (38.3)               | 10.0 (50.0)              |
| 평균 강수량 mm (인치)    | 66 (2.6)                 | 68 (2.7)                 | 63 (2.5)                 | 65 (2.6)                 | 69 (2.7)                 | 60 (2.4)                 | 26 (1.0)                 | 57 (2.2)                 | 83 (3.3)                 | 102 (4.0)                | 110 (4.3)                | 83 (3.3)                 | 852 (33.6)               |
| 출처: globopix           |                          |                          |                          |                          |                          |                          |                          |                          |                          |                          |                          |                          |                          |

## 출신 유명 인물
- 마르쿠스 클라디우스 타키투스, 로마제국의 황제
- 발렌티누스, 주교이자 성인
- 프란체스코 아고스티니, 역사가이자 작가
- 바코닌 보르차키니, 그랑프리 모터 레이싱 드라이버
- 줄리오 브리찰디, 작곡가이자 플루트 연주자
- 알레산드로 카사그란데, 작곡가이자 피아노 연주자
- 아우렐리오 데 펠리체, 조각가
- 에토레 파트리치, L'Italia의 출판자
- 리베로 리베라티, 500 cc 레이서
- 다닐로 페트루치, 모토GP 레이서
- 파올로 탈리아벤토, 세계적인 축구 심판
- 스테파노 미켈리, 음악가 ("My Mine")

## 자매 도시
테르니의 자매 도시 목록:
| - 스페인 카르타헤나 - 프랑스 생투앵 - 체코 프라하 8 - 헝가리 두너우이바로시 |